# Clic-clac
Pour les articles homonymes, voir Clic.
Un clic-clac est une sorte de canapé à structure métallique transformable en lit en rabattant le dossier vers l'arrière, ce qui déplace l'assise vers l'avant pour former un couchage deux places. Son nom vient du mécanisme de la charnière reliant les deux parties.